# Puchar Europy w Lekkoatletyce 1975
5. Puchar Europy w Lekkoatletyce – cykl zawodów lekkoatletycznych zorganizowanych przez European Athletic Association latem 1975 roku. Finał pucharu Europy odbył się 16 i 17 sierpnia w Nicei. Najlepszymi zespołami Europy okazały się reprezentacje NRD.

## Finał pucharu Europy

### Mężczyźni
| Poz. | Reprezentacja   | Punkty |
| ---- | --------------- | ------ |
| 1    | NRD             | 112    |
| 2    | ZSRR            | 109    |
| 3    | Polska          | 101    |
| 4    | Wielka Brytania | 83     |
| 5    | RFN             | 83     |
| 6    | Finlandia       | 83     |
| 7    | Francja         | 80     |
| 8    | Włochy          | 68     |

### Kobiety
| Poz. | Reprezentacja   | Punkty |
| ---- | --------------- | ------ |
| 1    | NRD             | 97     |
| 2    | ZSRR            | 77     |
| 3    | RFN             | 64     |
| 4    | Polska          | 57     |
| 5    | Rumunia         | 52     |
| 6    | Bułgaria        | 47     |
| 7    | Wielka Brytania | 39     |
| 8    | Francja         | 35     |

## Półfinał pucharu Europy
Zawody półfinałowe odbyły się w sześciu europejskich miastach 12 i 13 lipca. Mężczyźni rywalizowali w Turynie, Londynie oraz Lipsku, a kobiety w Budapeszcie, Lüdenscheid i Sofii. Najlepsze zespoły (zaznaczane w tabelach kolorem zielonym) uzyskały awans do zawodów finałowych.

### Mężczyźni
| Poz | Reprezentacja  | Punkty |
| --- | -------------- | ------ |
| 1   | RFN            | 101    |
| 2   | Włochy         | 83     |
| 3   | Rumunia        | 65     |
| 4   | Węgry          | 62     |
| 5   | Czechosłowacja | 61     |
| 6   | Belgia         | 47     |

| Poz | Reprezentacja   | Punkty |
| --- | --------------- | ------ |
| 1   | Polska          | 92     |
| 2   | Wielka Brytania | 91     |
| 3   | ZSRR            | 80     |
| 4   | Szwecja         | 68     |
| 5   | Hiszpania       | 49     |
| 6   | Bułgaria        | 38     |

| Poz | Reprezentacja | Punkty |
| --- | ------------- | ------ |
| 1   | NRD           | 98     |
| 2   | Finlandia     | 89     |
| 3   | Francja       | 71,5   |
| 4   | Jugosławia    | 61,5   |
| 5   | Szwajcaria    | 55     |
| 6   | Grecja        | 43     |

### Kobiety
| Poz | Reprezentacja | Punkty |
| --- | ------------- | ------ |
| 1   | ZSRR          | 68     |
| 2   | Rumunia       | 50     |
| 3   | Węgry         | 46     |
| 4   | Francja       | 37     |
| 5   | Austria       | 36     |
| 5   | Belgia        | 34     |

| Poz | Reprezentacja  | Punkty |
| --- | -------------- | ------ |
| 1   | Polska         | 63     |
| 1   | RFN            | 63     |
| 3   | Finlandia      | 48     |
| 4   | Czechosłowacja | 44     |
| 5   | Włochy         | 38     |
| 5   | Dania          | 21     |

| Poz | Reprezentacja   | Punkty |
| --- | --------------- | ------ |
| 1   | NRD             | 77     |
| 2   | Bułgaria        | 54     |
| 3   | Wielka Brytania | 53     |
| 4   | Holandia        | 32     |
| 5   | Szwecja         | 31     |
| 5   | Jugosławia      | 26     |

## Runda eliminacyjna
Najsłabsze drużyny 14 i 15 czerwca rywalizowały w turniejach eliminacyjnych. Męskie reprezentacje spotkały się w Lizbonie oraz Atenach, a kobiece w Madrycie i Osijeku.

### Mężczyźni
| Poz | Reprezentacja | Punkty |
| --- | ------------- | ------ |
| 1   | Hiszpania     | 114    |
| 2   | Szwajcaria    | 110    |
| 3   | Belgia        | 93     |
| 4   | Holandia      | 88     |
| 5   | Portugalia    | 65     |
| 6   | Islandia      | 46     |
| 7   | Irlandia      | 43     |

| Poz | Reprezentacja | Punkty |
| --- | ------------- | ------ |
| 1   | Rumunia       | 94     |
| 2   | Bułgaria      | 92     |
| 3   | Grecja        | 90     |
| 4   | Norwegia      | 59     |
| 5   | Austria       | 47     |
| 6   | Dania         | 45     |

### Kobiety
| Poz | Reprezentacja  | Punkty |
| --- | -------------- | ------ |
| 1   | Czechosłowacja | 63     |
| 2   | Belgia         | 57     |
| 3   | Szwecja        | 52     |
| 4   | Szwajcaria     | 32     |
| 5   | Hiszpania      | 28     |
| 6   | Portugalia     | 20     |

| Poz | Reprezentacja | Punkty |
| --- | ------------- | ------ |
| 1   | Jugosławia    | 50     |
| 2   | Austria       | 45     |
| 3   | Dania         | 41     |
| 4   | Irlandia      | 31     |
| 5   | Grecja        | 27     |